# Kirkenes
 Kirkenes (?·pàg.) (suomi: Kirkkoniemi; sami septentrional: Girkonjárga) és una ciutat i és el centre administratiu del municipi de Sør-Varanger, al comtat de Finnmark, Noruega. Se situa en una península del Fiord de Bøk, un braç del Fiord de Varanger.
Amb una superfície de 2,15 quilòmetres quadrats i amb una població de 3.498 (2013); la ciutat té una densitat de població de 1.627 habitants per quilòmetre quadrat. Els pobles de Hesseng, Sandnes, i Bjørnevatn, situats a la rodalia de Kirkenes, formen una àrea urbana d'un total de gairebé 8.000 persones.

## Geografia

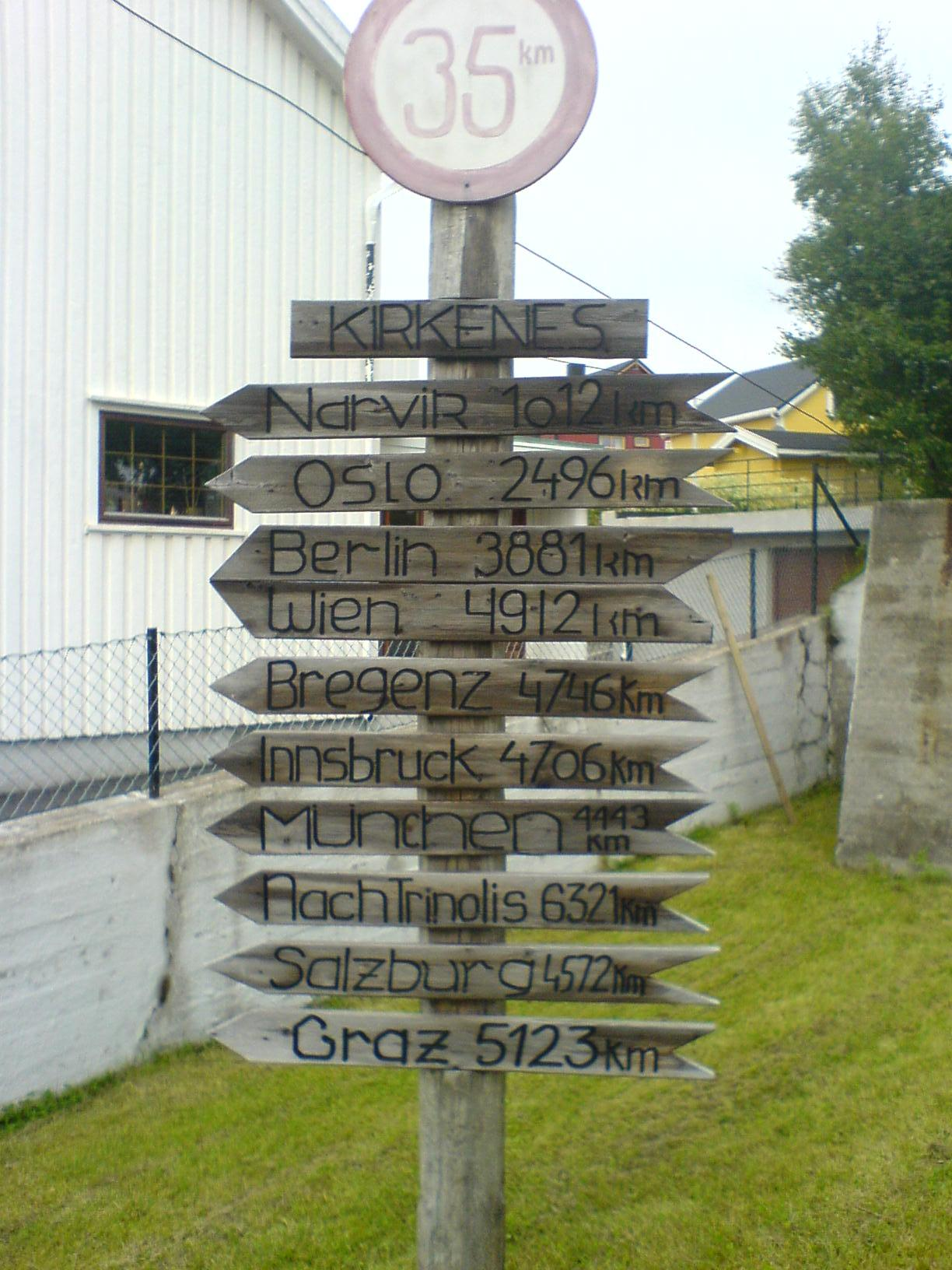
Pal a Kirkenes amb les distàncies a altres ciutats d'Europa.

Kirkenes es troba a la part nord-est extrema de Noruega sobre el Fiord de Bøk, una branca del fiord de Varanger, que és una gran badia connectada amb el mar de Barents, prop de la frontera russa-noruega. La ciutat està situada a uns 400 quilòmetres al nord del cercle polar àrtic.
A diferència de la gran majoria de Noruega, Kirkenes es troba a l'est del país veí de Finlàndia. Degut a això, viatjant directament a l'oest de Kirkenes realment canvia la zona horària d'endavant a enrere, com ho fa normalment. Viatjant directament a l'est de Kirkenes (a Rússia) canvia la zona horària presentada per una hora a l'estiu, però en dos a l'hivern. Quan Rússia va implementar permanent l'horari d'estiu entre 2011 i 2014, hi va haver una diferència de tres hores viatjant cap endavant des de la part
oriental del municipi a les zones de l'oest de Rússia durant l'hivern. També comparteix zones horàries amb Galicia,, malgrat una diferència de temps solar de dues hores i mitja.
Un pot conduir a 100 quilòmetres al sud, i caminar 10 quilòmetres, al Parc Nacional Øvre Pasvik, arribant al punt dels tres països, on les tres zones horàries comparteixen frontera. Hi ha només uns pocs d'aquests llocs en el món. Queda prohibit, d'acord amb la llei, tant de Noruega com de Rússia, circumval·lar el marcador de la frontera, com l'única via legal a través de la frontera noruega-russa està en el control fronterer dr Storskog.
Kirkenes es troba just a l'est del meridià 30. Com a resultat, és més a l'est d'Istanbul, que marca una de les fronteres d'Europa amb Àsia. El punt de Noruega i el municipi més oriental també està en un punt més a l'est de Sant Petersburg. Kirkenes també té diversos meridians a l'est del Golf de Bòtnia.

### Clima

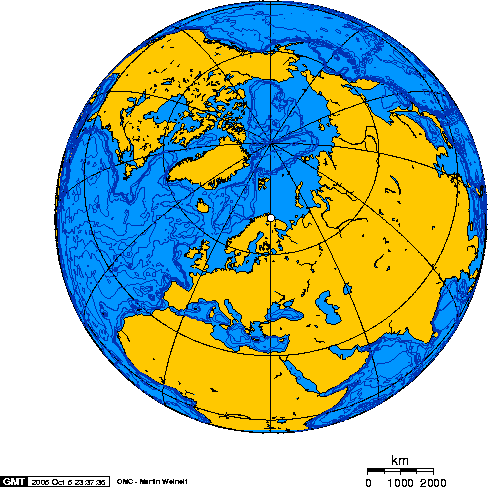
Projecció ortogràfica de Kirkenes.

El sol de mitjanit brilla des del 17 de maig al 21 de juliol. La corresponent foscor hivernal s'estén des del 21 de novembre al 21 de gener. Malgrat la seva ubicació a la costa, Kirkenes exhibeix un clima subàrtic més continental que més a l'oest al llarg de la costa del nord de Noruega. La temperatura mitjana és de -11,5 °C al gener i 12,6 °C al juliol, amb una precipitació anual de prop de 450 mil·límetres. El mínim històric mai registrat fou de -42 °C i el rècord es registraren 30,3 °C. El juliol de 2004 va ser el mes més càlid registrat, amb una temperatura mitjana de 16,9 °C. A causa dels seus estius frescos la vegetació és la típica de la taigà del nord, però es manté dins de la línia d'arbres. Tenint en compte la seva posició al nord el clima és encara força lleu, sobretot en comparació amb altres ciutats portuàries de l'Àrtida en paral·lelismes similars, com Barrow, Alaska i Amderma, Rússia.

## Història

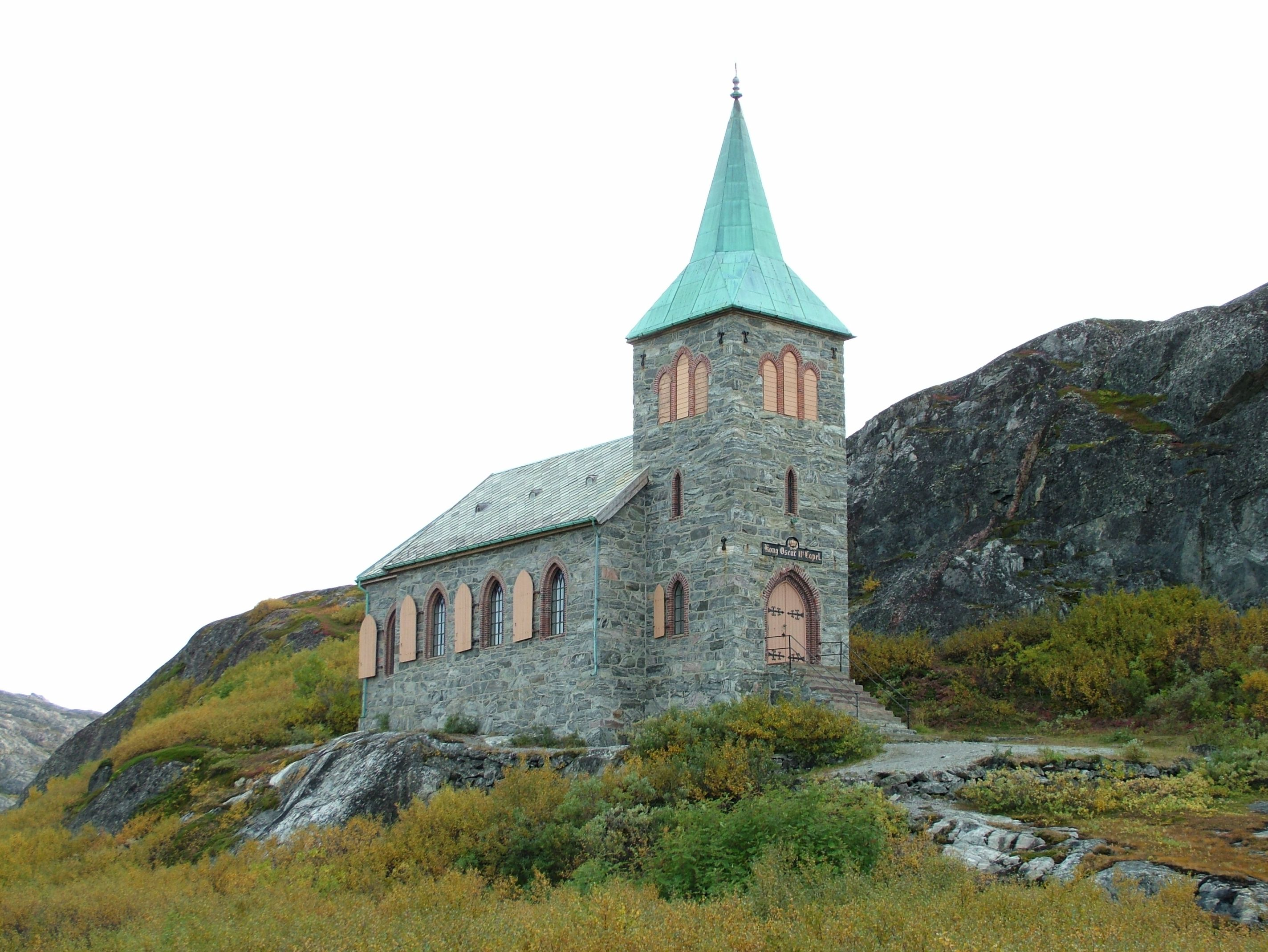
Capella del rei Òscar II de Noruega, a Grense Jakobselv.

L'àrea al voltant de Kirkenes era comuna a districte noruec-rus fins al 1826, quan es va establir la frontera actual. El nom original de la capçalera del fiord era "Pisselvnes" ("capçalera del riu Piss"); però això fou canviat a Kirkenes ("punta de l'església") després que l'església fos construïda el 1862.

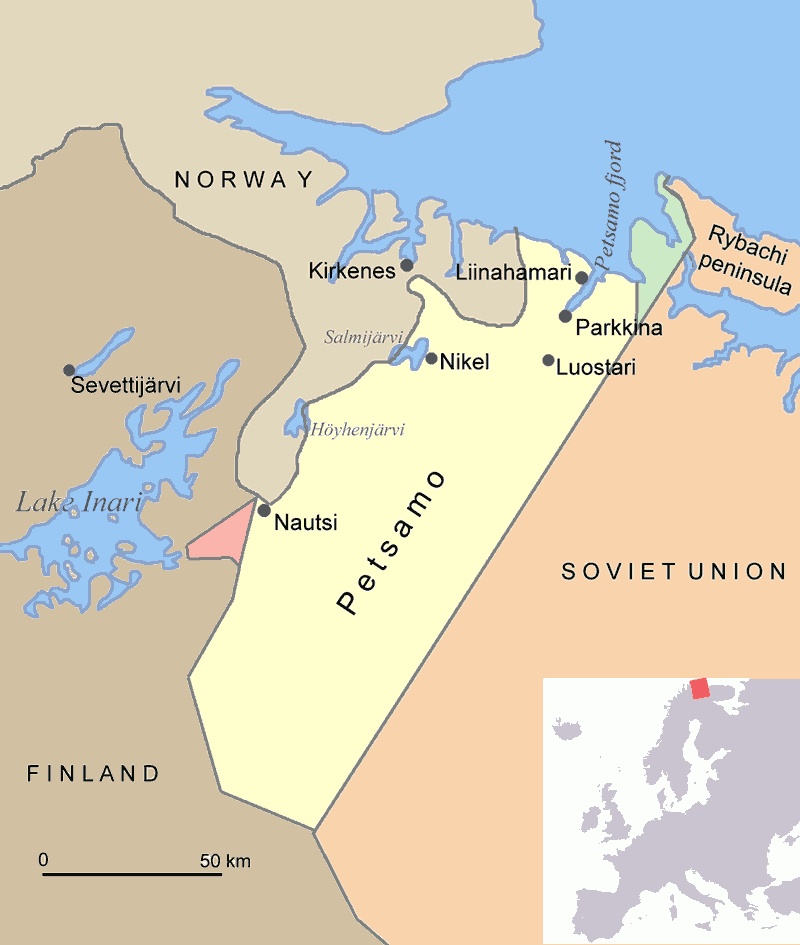
Kirkenes, Noruega i Pétsamo, Rússia..

Durant la Segona Guerra Mundial, Kirkenes va ser capturada pels alemanys i es va convertir en una base militar de la Marina alemanya. Kirkenes va patir 320 atacs aeris i més de mil bombes. Només 13 cases van quedar a l'octubre de 1944. La ciutat va ser alliberada per l'Exèrcit Roig el 25 d'octubre de 1944. Prop del poble hi ha un monument als 11 combatents de la llibertat que van ajudar els partidaris a recollir informació sobre l'ocupació alemanya. L'estiu del 1943 les seves activitats d'espionatge van ser descobertes i molts d'ells van ser enviats a un camp de presoners de guerra prop de Kirkenes. Després d'una Cort Marcial els 11 van ser condemnats a mort i van ser executats prop del lloc commemoratiu, el 18 d'agost de 1943. Quan la fossa comuna es va obrir el 1946 es va trobar que els homes havien estat colpejats fins a la mort. Després de l'autòpsia i d'un funeral, els cossos van ser retornats a les seves llars. (Dades preses de la placa commemorativa).
La frontera rus-noruega va ser un lloc extremadament tens durant la Guerra Freda. Mai hi va haver trets reals entre els noruecs i el control de frontera de Rússia, però si hi va haver en diverses oportunitats una línia de soldats amb tancs d'ambdós costats. Les Forces Armades dels Estats Units, en una ocasió van estar en estat d'alerta, per ajudar els soldats de la frontera noruega. La situació avui dia és més relaxada; però la unió de Schengen, ha ordenat que els soldats de la frontera han d'estar altament capacitats i llestos per disparar. El programa de formació és molt similar al del 75è Regiment Ranger dels Estats Units d'Amèrica.
Entre 1910 i 1997, Kirkenes va tenir estació terminal de Kirkenes-Bjørnevatnbanen, que era l'estació terminal ferroviària més al nord del món, utilitzada per al transport mineral de les mines de Bjørnevatn al port de Kirkenes.

## Demografia
La ciutat té una població de 3.498 habitants (comparable amb Calaf o Busot, a Catalunya i al País Valencià). La seva població no és gaire destacable, però s'utilitza el terme "ciutat" perquè és l'assentament més gran de la zona en molts quilòmetres.
La majoria dels habitants de Kirkenes són noruecs, i una minoria és sami. D'altres són originaris de Finlàndia, ja siguin membres de la població kven o d'una afluència més recent d'immigrants finlandesos. A més, al voltant de 500 persones són relativament recents immigrants russos.

## Economia i turisme

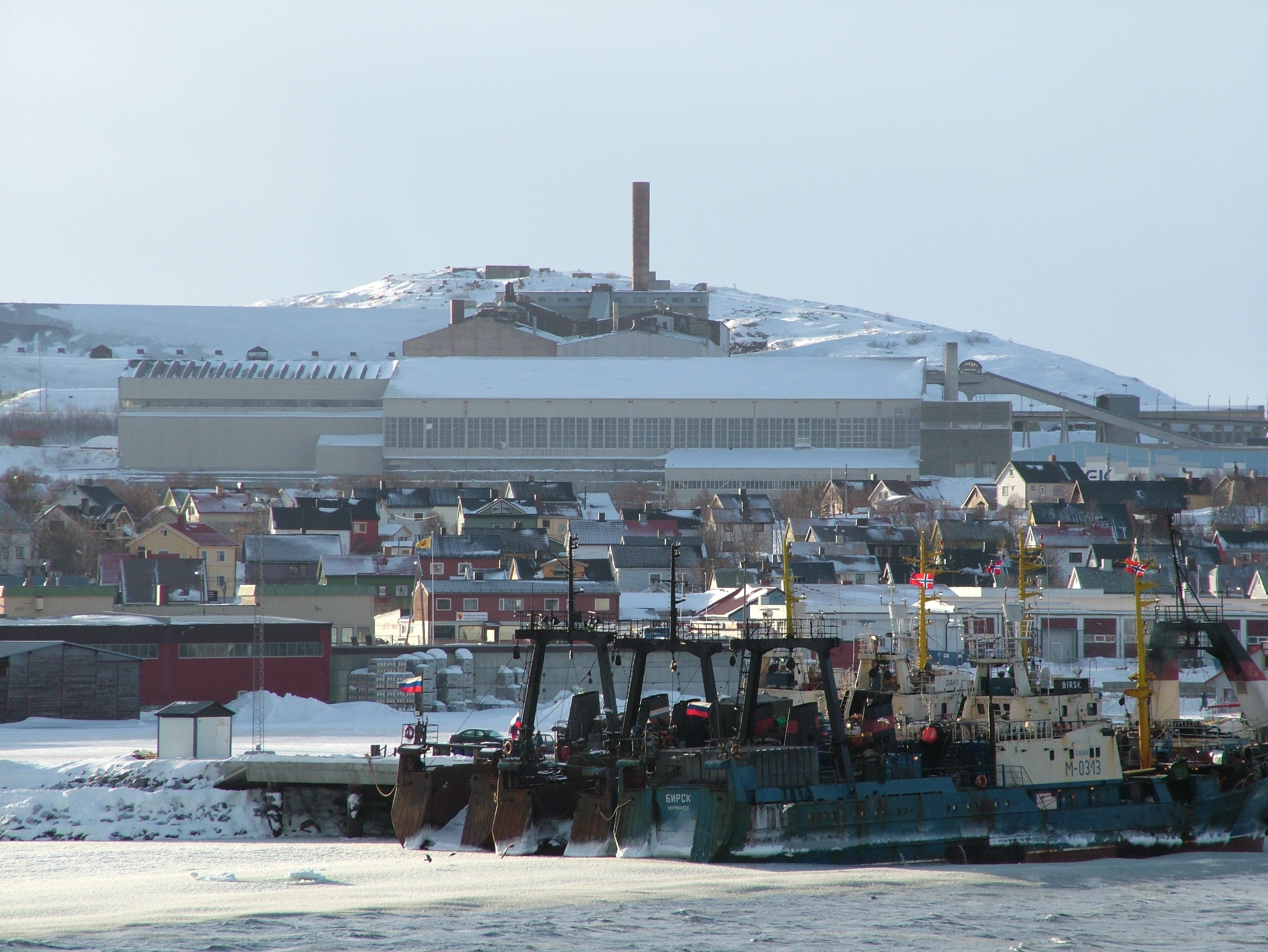
Port de Kirkenes

### Economia
El secretariat de la regió de Barents es troba a Kirkenes. Una de les seves tasques és crear relacions transfrontereres culturals, educatius i de negocis a la regió de Barents. En l'actualitat existeix un optimisme considerable en la ciutat a conseqüència de l'augment de l'activitat de perforació de pous de petroli al Mar de Barents (incloent l'activitat de Rússia). Varanger, un excel·lent port, ha despertat l'interès de diverses empreses grans. Ministres de Relacions Exteriors de Noruega i de Rússia van signar un acord el 2 de novembre de 2010, que farà que sigui molt més fàcil per a 9.000 noruecs i 45.000 russos a visitar uns dels altres.
Als afores de Kirkenes és una base militar que alberga a la Guarnició de Sør-Varanger a Hoybuktmon. Connectat a aquesta base són els sis llocs fronterers al llarg de la frontera amb Rússia. Aquesta base i aquests llocs fronterers hi són per protegir contra els immigrants il·legals, així com altres activitats il·legals a través de la frontera. L'únic pas fronterer públic està a Storskog, al sud-est de Kirkenes.

### Turisme

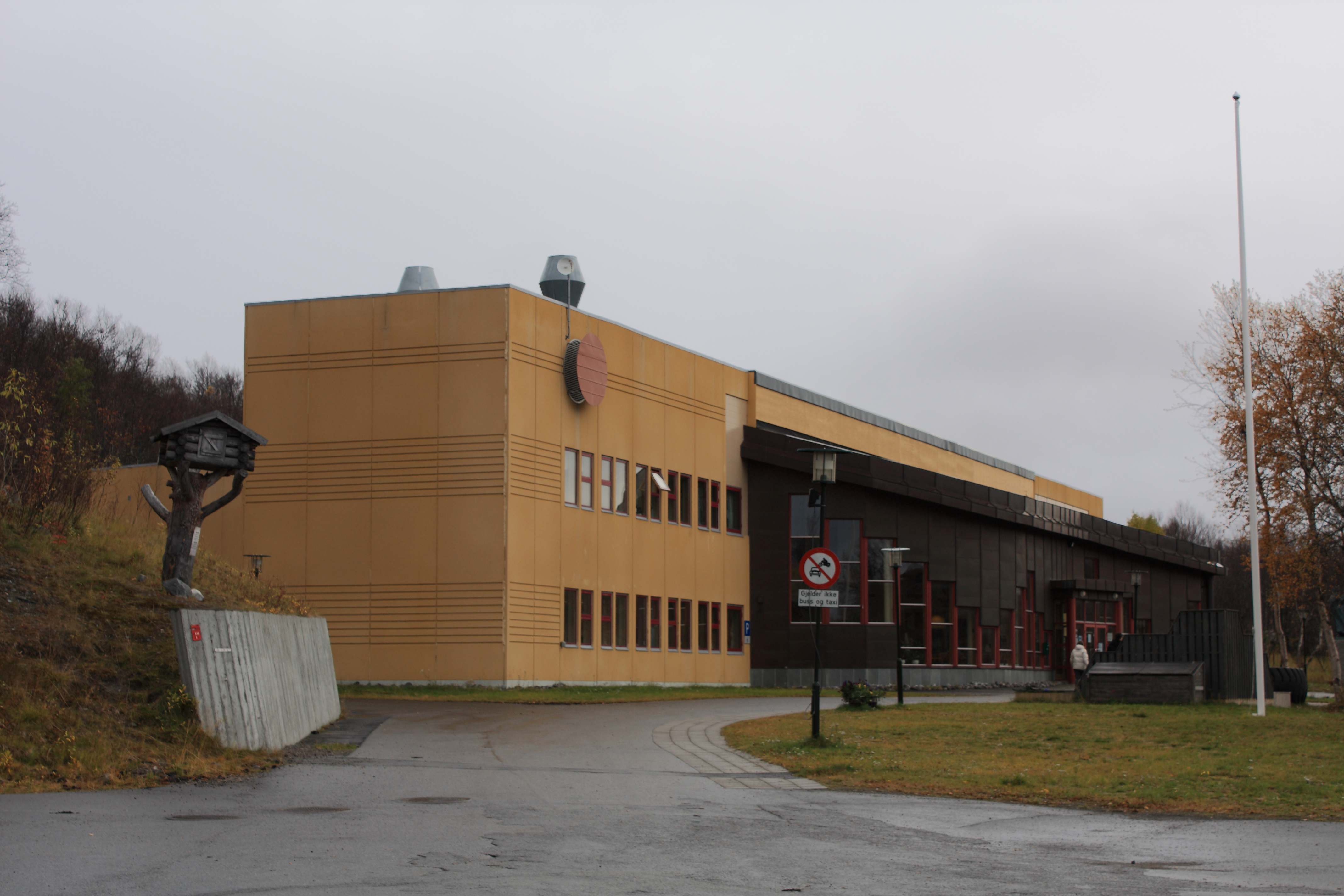
Grenselandmuseet

Les atraccions turístiques inclouen el Grenselandmuseet (El Museu de la Zona Fronterera), que mostra la història de la guerra i la pau a la frontera noruega-russa. També hi ha exposicions sami d'art per l'artista John Savio (1902-1938), i una història de la indústria minera a la zona. El museu compta amb una petita botiga i cafeteria. Gairebé tots els últims dijous de cada mes, el mercat rus es porta a terme a la plaça central on els comerciants des de Múrmansk venen la seva mercaderia. Aquí es pot trobar de tot; llenços, artesanies, plats de vidre i porcellana russa.
Al centre de la ciutat de Kirkenes és Andersgrotta, un vast búnquer subterrani construït durant la Segona Guerra Mundial, que proporcionen refugi als residents de la ciutat. S'hi poden fer recorreguts turístics.

## Transports

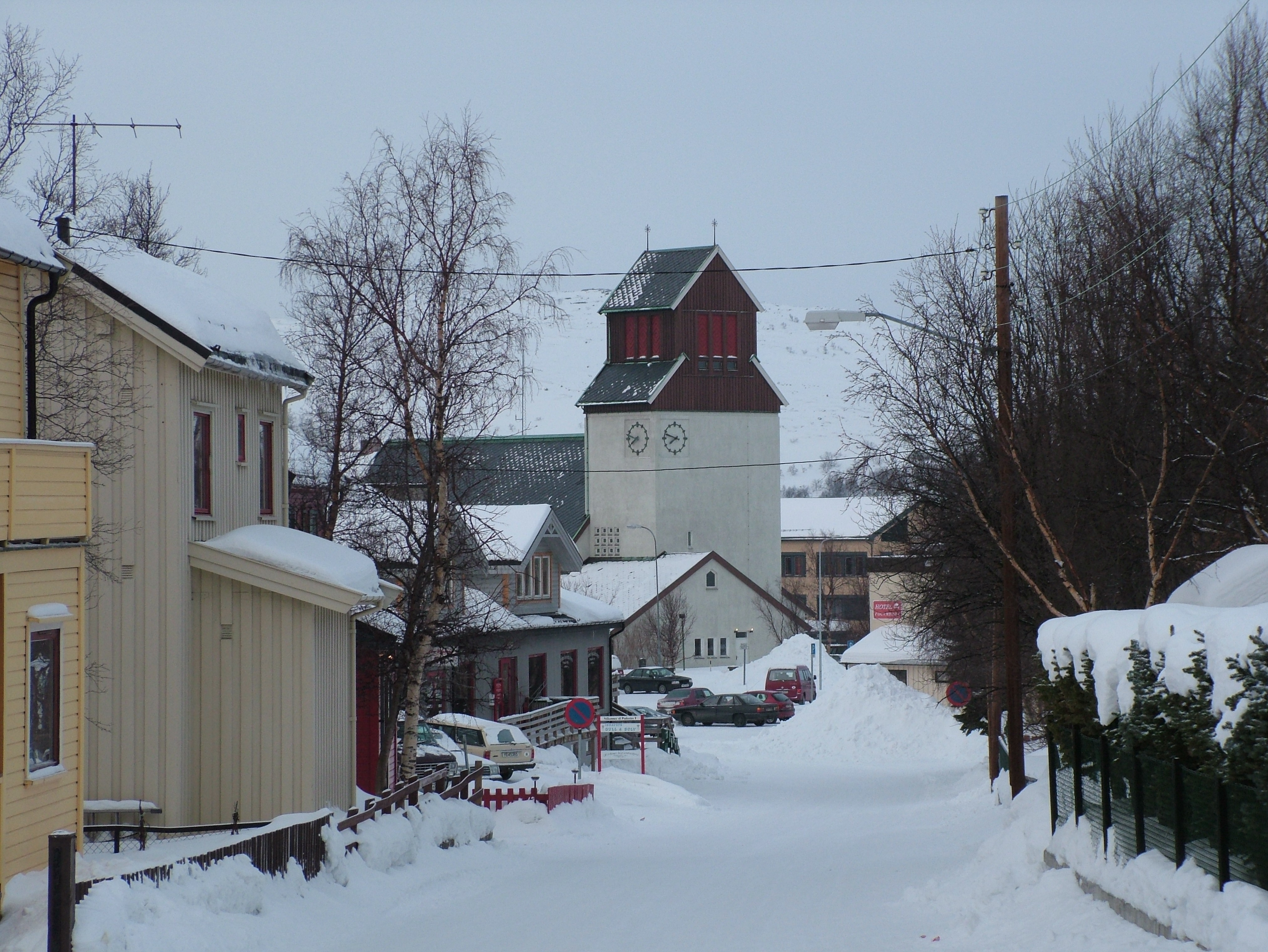
Església de Kirkenes

Kirkenes és també un extrem de la ruta de l'Hurtigruten, que creua cada dia amunt i avall de la costa de Noruega cap a i des de Bergen. Kirkenes és servida per l'aeroport Kirkenes, Hoybuktmon. Hi ha vols directes a Oslo i Tromsø. La ruta europea E06 té el seu terme nord a Kirkenes. La terminal nord de l'autopista E105 es troba en Hesseng, just al sud de la ciutat.
Kirkenes és també el terme màxim de la línia Kirkenes-Bjørnevatn, la segona línia de ferrocarrils més septentrional del món, que s'utilitza per al transport de mineral de ferro de les mines a Bjørnevatn al port en Kirkenes.
El poble de Kirkenes és també el punt de partida de EV13 The Iron Curtain Trail, una ruta ciclista que discorre al llarg de la frontera històrica entre l'Occident capitalista i l'Orient comunista durant la Guerra Freda.

## Ciutats agermanades
- Níkel, óblast de Múrmansk, Rússia[4]

## Residents il·lustres
- Ørjan Nilsen, músic
- Vegard Ulvang, esquiador de fons i tres vegades campió olímpic.
- Simen Johan, artista